# Вулиця Софії Русової (Київ)
Ву́лиця Софі́ї Ру́сової — вулиця в Дарницькому районі міста Києва, місцевість Осокорки. Пролягає від вулиці Єлизавети Чавдар до Колекторної вулиці.

## Історія
Виникла 2010 року під проектною назвою Нова XXXVII. Сучасна назва — з 2011 року, на честь українського педагога і громадської діячки Софії Русової.